# Lijst van voetbalinterlands Mali - Mauritanië
Deze lijst van voetbalinterlands is een overzicht van alle officiële voetbalwedstrijden tussen de nationale teams van Mali en Mauritanië. De landen hebben tot op heden 37 keer tegen elkaar gespeeld. De eerste ontmoeting was een kwalificatiewedstrijd voor de Afrikaanse Spelen 1973 op 1 oktober 1972 in Lomé (Togo). Het laatste duel, een kwalificatiewedstrijd voor het African Championship of Nations 2024, werd gespeeld op 29 december 2024 in Bamako.

## Wedstrijden
| №  | Plaats     | Datum             | Competitie                                        | Wedstrijd         | Uitslag |
| -- | ---------- | ----------------- | ------------------------------------------------- | ----------------- | ------- |
| 1  | Lomé       | 1 oktober 1972    | Afrikaanse Spelen 1973 kwalificatie               | Mali − Mauritanië | 11 − 0  |
| 2  | Bissau     | 12 januari 1979   | Vriendschappelijk                                 | Mali − Mauritanië | 4 − 2   |
| 3  | Banjul     | 12 februari 1980  | Vriendschappelijk                                 | Mauritanië − Mali | 1 − 0   |
| 4  | Bamako     | 28 september 1980 | Afrika Cup 1982 kwalificatie                      | Mali − Mauritanië | 2 − 0   |
| 5  | Nouakchott | 12 oktober 1980   | Afrika Cup 1982 kwalificatie                      | Mauritanië − Mali | 2 − 1   |
| 6  | Bamako     | 2 februari 1981   | Vriendschappelijk                                 | Mali − Mauritanië | 2 − 0   |
| 7  | Praia      | 11 februari 1982  | Vriendschappelijk                                 | Mali − Mauritanië | 4 − 0   |
| 8  | Nouakchott | 24 juli 1983      | Vriendschappelijk                                 | Mauritanië − Mali | 0 − 2   |
| 9  | Nouakchott | 28 juli 1983      | Vriendschappelijk                                 | Mauritanië − Mali | 0 − 2   |
| 10 | Freetown   | 9 februari 1984   | Vriendschappelijk                                 | Mali − Mauritanië | 1 − 0   |
| 11 | Bakau      | 12 februari 1985  | Vriendschappelijk                                 | Mali − Mauritanië | 3 − 0   |
| 12 | Conakry    | 26 februari 1987  | Vriendschappelijk                                 | Mali − Mauritanië | 1 − 0   |
| 13 | Bissau     | 3 mei 1988        | Vriendschappelijk                                 | Mali − Mauritanië | 2 − 2   |
| 14 | Freetown   | 1 december 1993   | Vriendschappelijk                                 | Mali − Mauritanië | 0 − 0   |
| 15 | Nouakchott | 9 januari 1994    | Vriendschappelijk                                 | Mauritanië − Mali | 1 − 3   |
| 16 | Bamako     | 25 december 1994  | Vriendschappelijk                                 | Mali − Mauritanië | 0 − 0   |
| 17 | Bamako     | 29 december 1994  | Vriendschappelijk                                 | Mali − Mauritanië | 0 − 0   |
| 18 | Bamako     | 2 januari 1995    | Vriendschappelijk                                 | Mali − Mauritanië | 0 − 1   |
| 19 | Nouakchott | 22 november 1995  | Vriendschappelijk                                 | Mauritanië − Mali | 3 − 1   |
| 20 | Bamako     | 13 november 1997  | Vriendschappelijk                                 | Mali − Mauritanië | 3 − 1   |
| 21 | Bamako     | 16 november 1997  | Vriendschappelijk                                 | Mali − Mauritanië | 3 − 0   |
| 22 | Praia      | 9 mei 2000        | Vriendschappelijk                                 | Mali − Mauritanië | 2 − 2   |
| 23 | Bamako     | 3 november 2001   | Vriendschappelijk                                 | Mali − Mauritanië | 3 − 2   |
| 24 | Bamako     | 2 oktober 2002    | Vriendschappelijk                                 | Mali − Mauritanië | 2 − 1   |
| 25 | Bamako     | 5 oktober 2002    | Vriendschappelijk                                 | Mali − Mauritanië | 2 − 0   |
| 26 | Bamako     | 18 oktober 2015   | African Championship of Nations 2016 kwalificatie | Mali − Mauritanië | 2 − 1   |
| 27 | Nouakchott | 24 oktober 2015   | African Championship of Nations 2016 kwalificatie | Mauritanië − Mali | 1 − 1   |
| 28 | Nouakchott | 12 augustus 2017  | African Championship of Nations 2018 kwalificatie | Mauritanië − Mali | 2 − 2   |
| 29 | Bamako     | 19 augustus 2017  | African Championship of Nations 2018 kwalificatie | Mali − Mauritanië | 0 − 1   |
| 30 | Suez       | 24 juni 2019      | Afrika Cup 2019                                   | Mali − Mauritanië | 4 − 1   |
| 31 | Nouakchott | 21 september 2019 | African Championship of Nations 2020 kwalificatie | Mauritanië − Mali | 0 − 0   |
| 32 | Bamako     | 20 oktober 2019   | African Championship of Nations 2020 kwalificatie | Mali − Mauritanië | 2 − 0   |
| 33 | Douala     | 20 januari 2022   | Afrika Cup 2021                                   | Mali − Mauritanië | 2 − 0   |
| 34 | Oran       | 24 januari 2023   | African Championship of Nations 2022              | Mauritanië − Mali | 1 − 0   |
| 35 | Marrakesh  | 22 maart 2024     | Vriendschappelijk                                 | Mauritanië − Mali | 0 − 2   |
| 36 | Nouakchott | 22 december 2024  | African Championship of Nations 2024 kwalificatie | Mauritanië − Mali | 1 − 0   |
| 37 | Bamako     | 29 december 2024  | African Championship of Nations 2024 kwalificatie | Mali − Mauritanië | 0 − 0   |

## Samenvatting
| Competitie                                   | Totaal gespeeld | Winst Mali | Gelijk | Winst Mauritanië | Doelsaldo Mali – Mauritanië |
| -------------------------------------------- | --------------- | ---------- | ------ | ---------------- | --------------------------- |
| Afrika Cup                                   | 2               | 2          | 0      | 0                | 6 − 1                       |
| Afrika Cup-kwalificatie                      | 2               | 1          | 0      | 1                | 3 − 2                       |
| African Championship of Nations              | 1               | 0          | 0      | 1                | 0 − 1                       |
| African Championship of Nations-kwalificatie | 8               | 2          | 4      | 2                | 7 − 6                       |
| Afrikaanse Spelen-kwalificatie               | 1               | 1          | 0      | 0                | 11 − 0                      |
| Vriendschappelijk                            | 23              | 15         | 5      | 3                | 42 − 16                     |
| Totaal                                       | 37              | 21         | 9      | 7                | 69 − 26                     |

FMF · A-internationals · Bondscoaches · Malinees vrouwenelftal · Olympisch elftal
1960 – 1969 · 
1970 – 1979 · 
1980 – 1989 · 
1990 – 1999 · 
2000 – 2009 · 
2010 – 2019 · 
2020 – 2029
OS 2004
1962 · 
1963 · 
1964 · 
1965 · 
1966 · 
1967 · 
1968 · 
1969 · 
1970 · 
1971 · 
1972 · 
1973 · 
1974 · 
1975 · 
1976 · 
1977 · 
1978 · 
1979 · 
1980 · 
1981 · 
1982 · 
1983 · 
1984 · 
1985 · 
1986 · 
1987 · 
1988 · 
1989 · 
1990 · 
1991 · 
1992 · 
1993 · 
1994 · 
1995 · 
1996 · 
1997 · 
1998 · 
1999 · 
2000 · 
2001 · 
2002 · 
2003 · 
2004 · 
2005 · 
2006 · 
2007 · 
2008 · 
2009 · 
2010 · 
2011 · 
2012 · 
2013 · 
2014 ·
2015 ·
2016 ·
2017 ·
2018 ·
2019 ·
2020 ·
2021 ·
2022 ·
2023 ·
2024
Algerije · 
Angola · 
Benin · 
Botswana · 
Burkina Faso ·
Burundi · 
Centraal-Afrikaanse Republiek ·
China · 
Comoren ·
Congo-Brazzaville · 
Congo-Kinshasa · 
DDR · 
Egypte · 
Equatoriaal-Guinea · 
Eritrea · 
Ethiopië ·
Gabon · 
Gambia · 
Ghana · 
Guinee · 
Guinee-Bissau · 
Iran · 
Ivoorkust · 
Japan ·
Kaapverdië · 
Kameroen · 
Kenia · 
Koeweit · 
Kroatië ·
Liberia · 
Libië · 
Litouwen · 
Madagaskar · 
Malawi · 
Marokko ·
Mauritanië ·
Mozambique ·
Namibië ·
Niger ·
Nigeria ·
Noord-Korea ·
Oeganda ·
Oman ·
Qatar ·
Rwanda ·
Saoedi-Arabië ·
Senegal ·
Seychellen ·
Sierra Leone ·
Soedan ·
Swaziland ·
Togo ·
Tsjaad ·
Tunesië ·
Zambia ·
Zimbabwe ·
Zuid-Afrika ·
Zuid-Korea ·
Zuid-Soedan
FFRIM · A-internationals · Mauritaans vrouwenelftal
1960 – 1969 · 
1970 – 1979 · 
1980 – 1989 · 
1990 – 1999 · 
2000 – 2009 · 
2010 – 2019 ·
2020 − 2029
Algerije ·
Angola ·
Bahrein ·
Benin ·
Botswana ·
Burkina Faso ·
Burundi ·
Canada ·
Centraal-Afrikaanse Republiek ·
Comoren ·
Congo-Brazzaville ·
Congo-Kinshasa ·
Equatoriaal-Guinea ·
Egypte ·
Ethiopië ·
Gabon ·
Gambia ·
Guinee ·
Guinee-Bissau ·
Irak ·
Ivoorkust ·
Jemen ·
Jordanië ·
Kaapverdië ·
Kameroen ·
Kenia ·
Lesotho ·
Libanon ·
Liberia ·
Libië ·
Madagaskar ·
Mali ·
Marokko ·
Mauritius ·
Mozambique ·
Niger ·
Oeganda ·
Oman ·
Palestina ·
Rwanda ·
Saoedi-Arabië ·
Senegal ·
Sierra Leone ·
Soedan ·
Somalië ·
Syrië ·
Tanzania ·
Togo ·
Tunesië ·
Verenigde Arabische Emiraten ·
Zambia ·
Zimbabwe ·
Zuid-Afrika ·
Zuid-Jemen ·
Zuid-Soedan